# Кембридж Тауншип (округ Кроуфорд, Пенсільванія)
Кембридж Тауншип (англ. Cambridge Township) — селище (англ. township) в США, в окрузі Кроуфорд штату Пенсільванія. Населення — 1439 осіб (2020).

## Демографія
Згідно з переписом 2010 року, у селищі мешкали 1563 особи в 618 домогосподарствах у складі 449 родин. Було 742 помешкання
Расовий склад населення:
| - 98,9 % — білих - 0,2 % — корінних американців - 0,1 % — чорних або афроамериканців - 0,1 % — азіатів |

До двох чи більше рас належало 0,4 %. Частка іспаномовних становила 0,7 % від усіх жителів.
За віковим діапазоном населення розподілялося таким чином: 22,6 % — особи молодші 18 років, 63,6 % — особи у віці 18—64 років, 13,8 % — особи у віці 65 років та старші. Медіана віку мешканця становила 43,1 року. На 100 осіб жіночої статі у селищі припадало 102,7 чоловіків;  на 100 жінок у віці від 18 років та старших — 103,7 чоловіків також старших 18 років.
Середній дохід на одне домашнє господарство  становив 64 614 долари США (медіана — 52 708), а середній дохід на одну сім'ю — 75 534 долари (медіана — 61 875). Медіана доходів становила 41 165 доларів для чоловіків та 35 125 доларів для жінок. За межею бідності перебувало 6,3 % осіб, у тому числі 11,7 % дітей у віці до 18 років та 6,7 % осіб у віці 65 років та старших.
Цивільне працевлаштоване населення становило 721 особа. Основні галузі зайнятості: виробництво — 23,9 %, освіта, охорона здоров'я та соціальна допомога — 23,6 %, роздрібна торгівля — 13,5 %, будівництво — 7,2 %.